# 遊佐晃彦
遊佐 晃彦（ゆさ あきひこ、1938年3月17日 - 没年不詳）は、宮城県鳴子町出身の日本の騎手、俳優。

## 経歴
元々は尾形藤吉厩舎所属の騎手だったが、1955年にトキノミノルを題材にした映画『幻の馬』で、馬に乗る人がいなかったため、一郎役に抜擢され映画デビューをした。その後も騎手をしながら数本の映画に出演したが、1960年7月に、ほかの数名の騎手とともに暴力団より金銭を受け取って八百長行為を行ったとして1年間の騎乗停止（のちに期間延長）処分が課され、そのまま騎手を廃業した。以降消息不明である。

## 出演
- 幻の馬（1955年 大映、一郎役）
- 花の大障碍（1959年 大映、吉川役）